# 2023-as norvég labdarúgó-bajnokság (első osztály)
A 2023-as Eliteserien a 79. alkalommal megrendezett, legmagasabb szintű labdarúgó-bajnokság lesz Norvégiában. A pontvadászat 2023. április 10-én kezdődött el és december 2-án ér véget. A címvédő a Molde csapata.

## Csapatváltozások
| Feljutott az első osztályba | Kiesett a másodosztályba |
| --------------------------- | ------------------------ |
| Brann Stabæk                | Kristiansund Jerv        |

## Részt vevő csapatok
| Csapat       | Székhely   | Stadion                     | Befogadóképesség |
| ------------ | ---------- | --------------------------- | ---------------- |
| Aalesund     | Ålesund    | Color Line Stadion          | 10,778           |
| Bodø/Glimt   | Bodø       | Aspmyra Stadion             | 8,300            |
| Brann        | Bergen     | Brann Stadion               | 16,750           |
| HamKam       | Hamar      | Briskeby                    | 7,800            |
| Haugesund    | Haugesund  | Haugesund Sparebank Stadion | 8,754            |
| Lillestrøm   | Lillestrøm | Åråsen Stadion              | 11,500           |
| Molde        | Molde      | Aker Stadion                | 11,249           |
| Odd          | Skien      | Skagerak Arena              | 11,767           |
| Rosenborg    | Trondheim  | Lerkendal Stadion           | 21,421           |
| Sandefjord   | Sandefjord | Release Arena               | 6,582            |
| Sarpsborg 08 | Sarpsborg  | Sarpsborg Stadion           | 8,022            |
| Stabæk       | Bærum      | Nadderud Stadion            | 4,938            |
| Strømsgodset | Drammen    | Marienlyst Stadion          | 8,935            |
| Tromsø       | Tromsø     | Alfheim Stadion             | 6,687            |
| Viking       | Stavanger  | SR-Bank Arena               | 15,900           |
| Vålerenga    | Oslo       | Intility Arena              | 16,555           |

### Személyek és támogatók
| Csapat       | Vezetőedző                          | Csapatkapitány          | Mezgyártó | Mezszopnzor            |          |                  |               |       |                  |
| ------------ | ----------------------------------- | ----------------------- | --------- | ---------------------- | -------- | ---------------- | ------------- | ----- | ---------------- |
| Csapat       | Vezetőedző                          | Csapatkapitány          | Mezgyártó | Mezszopnzor            | Aalesund | Lars Arne Nilsen | David Fällman | Umbro | Sparebanken Møre |
| Bodø/Glimt   | Kjetil Knutsen                      | Ulrik Saltnes           | Diadora   | Sparebanken Nord-Norge |          |                  |               |       |                  |
| Brann        | Eirik Horneland                     | Sivert Heltne Nilsen    | Nike      | Sparebanken Vest       |          |                  |               |       |                  |
| HamKam       | Jakob Michelsen                     | Aleksander Melgalvis    | Puma      | Eidsiva Energi         |          |                  |               |       |                  |
| Haugesund    | Jostein Grindhaug                   | Kevin Martin Krygård    | Macron    | Haugaland Kraft        |          |                  |               |       |                  |
| Lillestrøm   | Geir Bakke                          | Gjermund Åsen           | Puma      | DNB                    |          |                  |               |       |                  |
| Molde        | Erling Moe                          | Magnus Wolff Eikrem     | Adidas    | Sparebanken Møre       |          |                  |               |       |                  |
| Odd          | Pål Arne Johansen                   | Steffen Hagen           | Hummel    | SpareBank 1 Telemark   |          |                  |               |       |                  |
| Rosenborg    | Kjetil Rekdal                       | Markus Henriksen        | Adidas    | SpareBank 1 SMN        |          |                  |               |       |                  |
| Sandefjord   | Hans Erik Ødegaard Andreas Tegström | Harmeet Singh           | Macron    | Jotun                  |          |                  |               |       |                  |
| Sarpsborg 08 | Stefan Billborn                     | Joachim Thomassen       | Select    | Borregaard             |          |                  |               |       |                  |
| Stabæk       | Lars Bohinen                        | Simen Wangberg          | Macron    | SpareBank 1 Østlandet  |          |                  |               |       |                  |
| Strømsgodset | Jørgen Isnes                        | Gustav Valsvik          | Puma      | DNB                    |          |                  |               |       |                  |
| Tromsø       | Gaute Helstrup                      | Ruben Yttergård Jenssen | Select    | Sparebanken Nord-Nogre |          |                  |               |       |                  |
| Viking       | Bjarte Lunde Aarsheim Morten Jensen | Zlatko Tripić           | Diadora   | Lyse                   |          |                  |               |       |                  |
| Vålerenga    | Dag-Eilev Fagermo                   |                         | Adidas    | DNB                    |          |                  |               |       |                  |

### Vezetőedző váltások
| Csapat       | Távozó edző                              | Ok                                          | Dátum              | Poz.      | Érkező edző                   | Dátum              |
| ------------ | ---------------------------------------- | ------------------------------------------- | ------------------ | --------- | ----------------------------- | ------------------ |
| Strømsgodset | Bjørn Petter Ingebretsen Håkon Wibe-Lund | közös megegyezés                            | 2022. november 13. | Előszezon | Jørgen Isnes                  | 2022. december 14. |
| Aalesund     | Lars Arne Nilsen                         | közös megegyezés                            | 2023. május 4.     | 16.       | Marius Bøe (ideiglenes)       | 2023. május 4.     |
| Vålerenga    | Dag-Eilev Fagermo                        | közös megegyezés                            | 2023. június 12.   | 13.       | Jan Frode Nornes (ideiglenes) | 2023. június 12.   |
| Aalesund     | Marius Bøe (ideiglenes)                  | lejárt az ideiglenes vezetőedzői szerződése | 2023. június 13.   | 16.       | Christian Johnsen             | 2023. június 13.   |
| Rosenborg    | Kjetil Rekdal                            | közös megegyezés                            | 2023. június 16.   | 9.        | Svein Maalen (ideiglenes)     | 2023. június 16.   |
| Lillestrøm   | Geir Bakke                               | szerződtette a Vålerenga                    | 2023. július 12.   | 8.        | Simon Mesfin (ideiglenes)     | 2023. július 12.   |
| Vålerenga    | Jan Frode Nornes (ideiglenes)            | lejárt az ideiglenes vezetőedzői szerződése | 2023. július 12.   | 13.       | Geir Bakke                    | 2023. július 12.   |

## A bajnokság állása
| Hely. | Csapat       | M  | Gy | D | V  | G+ | G– | Gk  | P  | Továbbjutás vagy kiesés  |
| ----- | ------------ | -- | -- | - | -- | -- | -- | --- | -- | ------------------------ |
| 1.    | Bodø/Glimt   | 18 | 13 | 2 | 3  | 45 | 21 | +24 | 41 | BL, 2. selejtezőkör      |
| 2.    | Viking       | 17 | 12 | 2 | 3  | 39 | 24 | +15 | 38 | KL, 2. selejtezőkör      |
| 3.    | Tromsø       | 17 | 11 | 3 | 3  | 26 | 15 | +11 | 36 | KL, 2. selejtezőkör      |
| 4.    | Molde        | 17 | 10 | 2 | 5  | 39 | 19 | +20 | 32 |                          |
| 5.    | Brann        | 18 | 9  | 3 | 6  | 30 | 23 | +7  | 30 |                          |
| 6.    | Lillestrøm   | 17 | 9  | 2 | 6  | 33 | 26 | +7  | 29 |                          |
| 7.    | Odd          | 18 | 7  | 4 | 7  | 21 | 19 | +2  | 25 |                          |
| 8.    | Rosenborg    | 18 | 7  | 4 | 7  | 23 | 25 | −2  | 25 |                          |
| 9.    | Sarpsborg 08 | 17 | 7  | 3 | 7  | 29 | 31 | −2  | 24 |                          |
| 10.   | Strømsgodset | 17 | 6  | 2 | 9  | 20 | 22 | −2  | 20 |                          |
| 11.   | Haugesund    | 17 | 5  | 3 | 9  | 16 | 25 | −9  | 18 |                          |
| 12.   | Sandefjord   | 16 | 4  | 4 | 8  | 25 | 33 | −8  | 16 |                          |
| 13.   | Stabæk       | 17 | 4  | 4 | 9  | 17 | 29 | −12 | 16 |                          |
| 14.   | HamKam       | 17 | 5  | 1 | 11 | 20 | 39 | −19 | 16 | Osztályozó               |
| 15.   | Vålerenga    | 16 | 4  | 2 | 10 | 21 | 29 | −8  | 14 | Kiesik az 1. divisjon-ba |
| 16.   | Aalesund     | 17 | 3  | 1 | 13 | 12 | 36 | −24 | 10 | Kiesik az 1. divisjon-ba |

## Statisztika
| # | Játékos              | Klub       | Gólok |
| - | -------------------- | ---------- | ----- |
| 1 | Akor Adams           | Lillestrøm | 15    |
| 2 | Amahl Pellegrino     | Bodø/Glimt | 14    |
| 3 | Faris Pemi Moumbagna | Bodø/Glimt | 12    |
| 4 | Bård Finne           | Brann      | 11    |
| 5 | Zlatko Tripić        | Viking     | 10    |
| 6 | Vegard Erlien        | Tromsø     | 8     |
| 6 | Albert Grønbæk       | Bodø/Glimt | 8     |
| 8 | Ola Brynhildsen      | Molde      | 7     |

| Játékos          | Csapat     | Ellenfél     | Végeredmény | Dátum             |
| ---------------- | ---------- | ------------ | ----------- | ----------------- |
| Amahl Pellegrino | Bodø/Glimt | Stabæk       | 4–0 (I)     | 2023. április 16. |
| Akor Adams       | Lillestrøm | Stabæk       | 3–1 (I)     | 2023. június 4.   |
| Eric Kitolano    | Molde      | Sarpsborg 08 | 5–1 (H)     | 2023. július 22.  |